# Debelah Morgan
Debelah Morgan (Detroit, 1977. szeptember 29.) amerikai R&B-énekes és dalszerző. Leginkább Dance with Me című dalával aratott sikert. Ötoktávos hangja van, és képes igen magas hangfekvésben is énekelni, emiatt többször Mariah Careyhez hasonlították. Ezt a képességét annak tulajdonítja, hogy tanult klasszikus zenei éneklést is.

## Élete
Debelah a Michigan állambeli Detroitban született, apja afroamerikai, anyja indiai. Folyékonyan beszél hindí nyelven, énekelni franciául, olaszul, németül és portugálul is tud. Hároméves korában kezdett zongorázni tanulni. Később Arizona államba költöztek, ahol Debelah tizenöt évesen szépségversenyeket nyert és gospelkórust szervezett középiskolájában. Az Arizonai Egyetemen énekelni tanult.
Tizenhét évesen leszerződött az Atlantic Recordshoz, ahol megjelentette első albumát Debelah címmel. Ekkor még a művészneve is ez volt, csak második albuma megjelenése óta használja a teljes nevét. Az album csak az Egyesült Államokban és Japánban jelent meg, és ma a legritkább albuma; nem reklámozták megfelelően és nem aratott nagy sikert. Nem sokkal később a kiadó felbontotta vele a szerződését.
1998-ban a Motown kiadónál jelent meg második albuma, az It’s Not Over. Ezen már a dalok felének Debelah a társszerzője, és több dalon fivére, Giloh is közreműködött. Az album csak Európában és Ázsiában jelent meg, két kislemeze, az I Love You és a Yesterday kisebb sikert aratott. Mikor a Universal Music Group felvásárolta a Motownt, szerették volna, ha Debelah urban contemporary stílusban vesz fel egy albumot. Ekkor otthagyta a kiadót, mert továbbra is pop-R&B-stílusban akart dolgozni, ami nagyobb közönséget vonz, és nem akart egy lenni a sok fiatal fekete hiphop-zenész közül, amivé érzése szerint a kiadó változtatni akarta.
1998-ban és 1999-ben három filmzenealbumon szerepeltek dalai: a Fame L.A., Our Friend, Martin és Stuart Little filmek albumán. Utóbbin az Exposé együttes 1992-ben megjelent As Long As I Can Dream című dalát dolgozta fel, melyet Diane Warren írt; a másik két filmzenealbumon It’s Not Over című albumának dalaival szerepelt.
Miután otthagyta a Universalt, csődöt jelentett, de már nem sokkal később elkezdett új albumán dolgozni. Minden dalt a testvérével együtt írt. Mikor megmutatta a felvételeket az Atlanticnak, azonnal szerződtették, nem emlékeztek rá, hogy egyszer már megváltak tőle. Harmadik albuma, a Dance with Me 2000-ben jelent meg. A címadó dal, mely a Hernando’s Hideaway című népszerű tangón alapul, nagy sikert aratott, az amerikai Billboard slágerlista 8. helyére jutott, és világszerte sokat játszották. Spanyolországban spanyol nyelvá változata is megjelent, Baila conmigo címmel. Debelah végre megkapta a kellő promóciót is, amit első albumánál még nem. Egyik dala az albumról hallható volt az MTV Spyder Games sorozatában, az Osmosis Jones című film betétdalaként pedig Debelah felénekelhette a Diane Warren által írt Why Did You Have to Be?-t.
2001 augusztusában még egy kislemezt megjelentetett az albumról, az I Remembert, ami nem aratott ekkora sikert. Több kislemez nem jelent meg az albumról, és Debelah eltűnt a rivaldafényből. 2003-ban az őt menedzselő cég még azt mondta, új albumon dolgozik, ami 2003 végén jelenik meg, az album azonban nem jelent meg, az Atlantic kiadó pedig minden magyarázat nélkül levette az internetről az énekesnő hivatalos oldalát.
Ezután Debelah a Road Kings című film két betétdalát énekelte el, a Fly Free-t és az I’ll Take You There-t.

## Diszkográfia

### Stúdióalbumok
| Információ |
| --- |
| Debelah - Megjelent: 1994. június 14. - Kiadó: Atlantic - Legfelső helyezés: nincs adat - Minősítés: nincs - Kislemezek: Take It Easy, Free                                         |
| It’s Not Over - Megjelent: 1998. szeptember 15. - Kiadó: VAZ / Motown - Legfelső helyezés: N/A - Minősítés: nincs - Kislemezek: Yesterday, I Love You                               |
| Dance with Me - Megjelent: 2000. augusztus 15. - Kiadó: The DAS Label / Atlantic - Legfelső helyezés: US Heatseekers #35 - Minősítés: nincs - Kislemezek: Dance with Me, I Remember |

### Kislemezek
| Év   | Cím           | Album         | USA Pop | USA R&B | USA Dance | Brit Top 75 |
| ---- | ------------- | ------------- | ------- | ------- | --------- | ----------- |
| 1994 | Take It Easy  | Debelah       | –       | 56      | –         | –           |
| 1994 | Free          | Debelah       | –       | 96      | –         | –           |
| 1998 | Yesterday     | It’s Not Over | 56      | 28      | 45        | –           |
| 1998 | I Love You    | It’s Not Over | –       | –       | –         | –           |
| 2000 | Dance with Me | Dance with Me | 8       | 27      | 4         | 10          |
| 2001 | I Remember    | Dance with Me | –       | –       | –         | –           |

## További információ
- Debelah Morgan az Internet Movie Database-ben (angolul)
- Debelah Morgan a Rotten Tomatoeson (angolul)